# Kompung Cham (ciudad)
Kompung Cham (en camboyano: ក្រុងកំពង់ចាម) es la capital de la provincia homónima, Reino de Camboya y un punto estratégico de paso entre Nom Pen —la capital del país—, el norte y el oriente del país. Técnicamente se trata de un pueblo principal que es sede de la administración provincial, más que de una ciudad en términos modernos. Kompung Cham como distrito está regido por un gobernador.

## Etimología

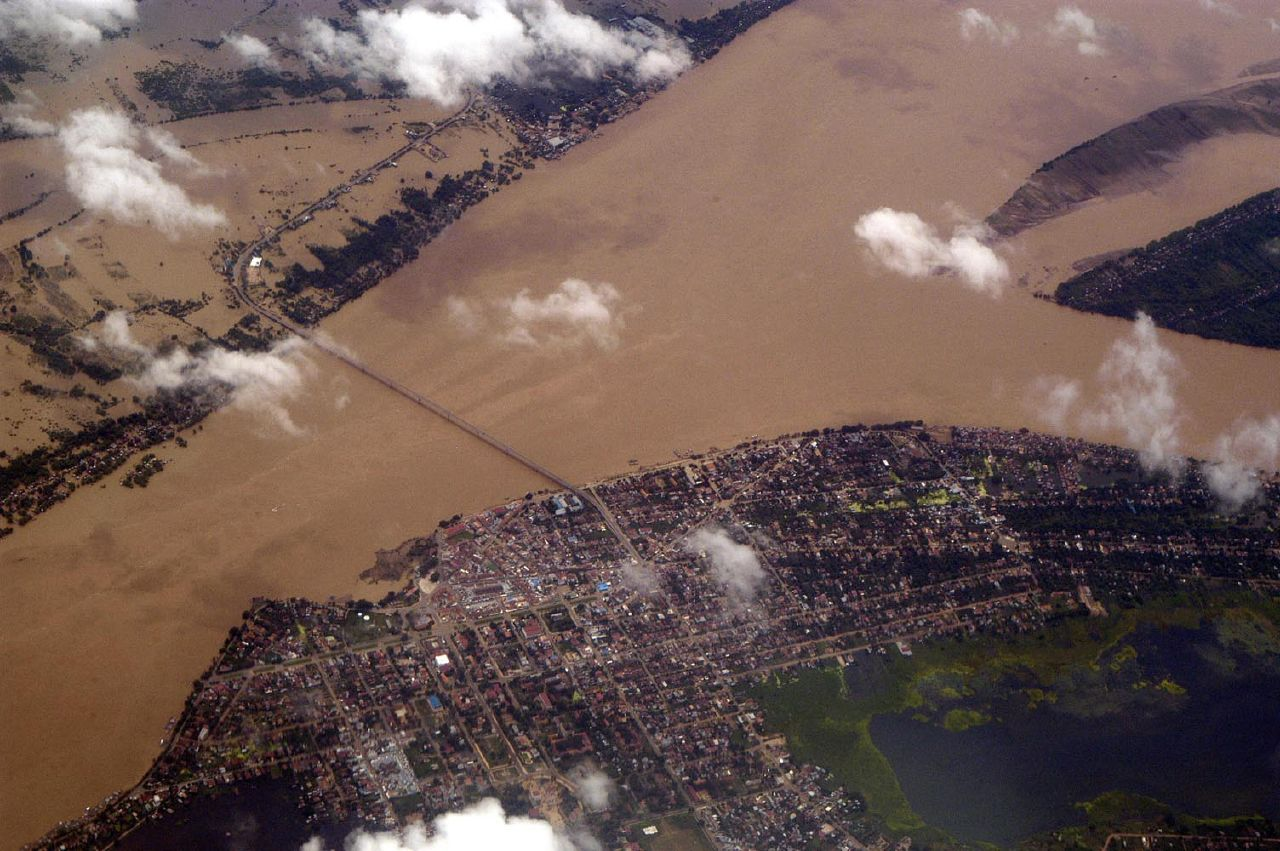
Fotografía aérea de Kompung Cham

La expresión Kompung Cham traduce en Idioma jemer "Puerto de los Cham", refiriéndose a la etnia Cham, la cual tiene origen en una antigua migración malasia de confesión islámica.

## Historia
Durante toda la Historia de Camboya el punto ha sido vital para el comercio por su ubicación a orillas del río Mekong que la conecta con Nom Pen y la convierte en un punto obligado del comercio especialmente del caucho y el tabaco. Durante el Protectorado Francés de Kampuchea jugó un papel importante en ese sentido y aún se conservan edificios coloniales.

## Geografía
La ciudad no es una de las principales del país, pero sí un punto obligado de paso por su categoría de puerto fluvial y el cruce entre la carretera 6 que va a la ciudad de Siem Riep y la carretera hacia el oriente del país (Kratié y Mondol Kirí). Se puede acceder a ella desde Phnom Penh por barco en un viaje que tarda entre dos y tres horas.

## Población
El distrito de Kompung Cham tiene una población de 46 715 habitantes, según el censo nacional de 1998 y es el más poblado de la Provincia de Kompung Cham. Del total de la población, el 61% está alfabetizada (69,2% en varones y el 53,5% en mujeres). La tasa de desempleo es de 4,3% (3,9% en varones y 4,6% en mujeres). Otro aspecto a resaltar es que un 42,5% de la población de la provincia es menor de 14 años, según el censo de 1998 (¹). Los datos sobre la etnia Cham de confesión musulmana son más inciertos debido a las persecuciones durante la guerra que sufrieron, pero su presencia es notable con las mezquitas a lo largo del río. Pero la mayoría de la población es de confesión budista y etnia jemer.

## Para visitar
Como puerto de intercambio comercial, Kompung Cham no tiene mayores sitios para visitar, pero los pocos tienen un gran interés:
- Isla Pbain: una isla al sureste de la ciudad.
- Pagoda Nokor: en el centro del pueblo con un templo del siglo XVIII.
- Parque "Phnom Proh Phnom Srei": uno de los lugares más populares. Se traduce literalmente como "Monte de los varones y de las mujeres". Se trata de dos colinas situadas a 8 kilómetros al oeste del pueblo (carretera nacional 7). En su cima se encuentran pagodas de gran interés. El parque y complejo religioso poseen una interesante leyenda local que se puede resumir así:

La pagoda de las mujeres (Phnom Srei) contiene antiguas estatuas de Buda, ampliamente veneradas en la región. La pagoda de los varones (Phnom Proh) es en realidad un conjunto de diversas pagodas entre nuevas y antiguas, algunas de ellas con resemblanzas a Angkor Wat y Banteay Srei.
- Banteay Prey Nokor: a 50 km al este del pueblo se encuentra otro sitio de gran importancia histórica y arqueológica en la fundación del Imperio jemer: el primer sitio elegido por el rey Jayavarman II como capital de su recién unificado reino. El lugar requiere una mayor atención de restauración y protección arqueológica. Este sería abandonado por el rey después de que este trasladara la capital de su naciente imperio hacia Phnom Kulen, más al norte y después a Angkor Wat.